# 數位經濟暨產業發展協會
數位經濟暨產業發展協會（英語：Digital Transformation Association (DTA)），前身是1997年建立的台灣科技化服務協會（英語：itSMA），於2017年變更到現名。現在業務內容為推動各行各業之數位化轉型、提供創新協助。

## 歷史
2017年5月3日，配合行政院推出「數位國家．創新經濟」發展方案（簡稱DIGI+方案），推動臺灣朝向數位經濟發展，台灣科技化服務協會更名為數位經濟暨產業發展協會，改以為協助產業數位轉型及達成推進高值創新經濟、建構富裕數位國家目標。
2020年，數位經濟暨產業發展協會執行「數位轉型基盤建構先期推動計畫 」，推動數位轉型大聯盟 、發展數位轉型人才職能、研擬台灣產業數位轉型量表（TDX） 、彙整標竿企業成功個案。2021年，辦理「從斷鏈到鍛鏈、找到疫情關鍵力國際線上論壇」，邀請國際大師、產官學代表從不同角度，提出轉型創新方式。